# Griffiths Glacier
Griffiths Glacier är en glaciär i Antarktis. Den ligger i Östantarktis. Nya Zeeland gör anspråk på området. Griffiths Glacier ligger 615 meter över havet.
Terrängen runt Griffiths Glacier är huvudsakligen kuperad, men söderut är den bergig.  Trakten är obefolkad. Det finns inga samhällen i närheten. 